# 神農

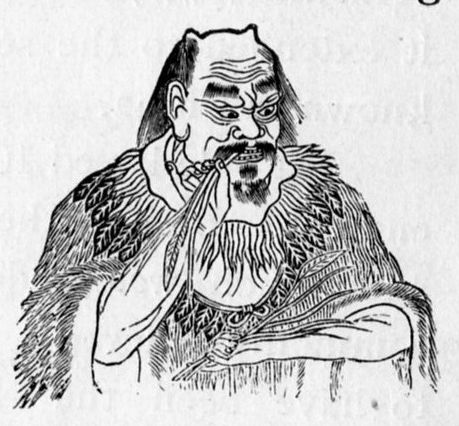
神農

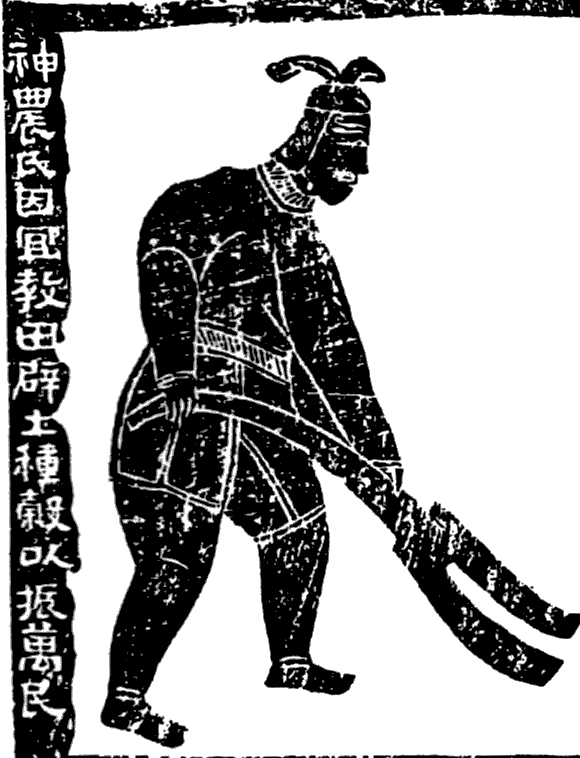
神農

神農（しんのう）、炎帝神農（えんていしんのう）は、古代中国の伝承に登場する三皇五帝の一人。人々に医療と農耕の術を教えたという。神農大帝と尊称されていて、医薬と農業を司る神とされている。薬王大帝（やくおうたいてい）、五穀仙帝（ごこくせんてい）とも。

## 概要
神農は医療と農耕の知識を古代の人々に広めた存在であると伝承されており、その名は最古の本草書『神農本草経』（しんのうほんぞうきょう）の書名にも冠され残されている。
伝説によると神農は、木材をつかって農具をつくり、土地を耕作して五穀の種をまき、農耕をすることを人々に伝えた。また、薬となる植物の効用を知らせたとされる。そのために薬草と毒草を見極めようと神農はまず赤い鞭（赭鞭）で百草（たくさんの植物）を払い、それを嘗めて薬効や毒性の有無を検証した。神農の体は頭部と四肢を除き玲瓏透明で、内臓が外からはっきりと見えたという。もし毒があれば内臓が黒くなるので、そこから毒が影響を与える部位を見極めたという。その後、あまりに多くの毒草を服用したために、体に毒素が溜まってしまい、最終的には罌子（ケシ）を服用したとき亡くなったという。四川省に伝わる民間伝承では「断腸草」という草を嘗めたのが最後で、腸がちぎれて死んだともされる。
『淮南子』に、「古代の人は、（手当たり次第に）野草、水、木の実、ドブガイ・タニシなど貝類を摂ったので、時に病気になったり毒に当ったりと多く苦しめられた。このため神農は、民衆に五穀を栽培することや適切な土地を判断すること（農耕）。あらゆる植物を吟味して民衆に食用と毒草の違い、飲用水の可否（医療）を教え、民衆に知識を広めた。まさにこのとき多くの植物をたべたので神農は1日に70回も中毒した」とある。
本草学の始祖であるという伝説的な存在であることから、本草学の書物には「神農」という名を含んだ書名の存在したことが見られるが、その古い時代のものの多くは散逸して残存しているものは少ない。
『周易』繋辞伝下に、「伏羲が没すると神農が治めた。神農は木を加工して農具を作り、農具のメリットを民衆に教え広めた。これは「益」という卦を参考にしたのだろう。また神農は昼に市場を開き、民衆を呼びよせた。市場ではあらゆる商品が集まり、人々が交易して帰ると、それぞれは望む物を手に入れていた。これは「噬嗑（ぜいごう）」という卦を参考にしたのだろう」とある。
神農の時代に物々交換などの交易をする市場や店がはじめて出来た、とする伝説も『潜夫論』にあり、『十八史略』などでも「人をして日中に市をなさしめ交易して退く」とある。
漢代に五行説が流行するとともに南の方角を示す炎帝と神農とが同一視されるようになり、古代中国の帝として歴史書などに記されている。

## 炎帝神農氏
神農は初代炎帝ともされる。初代炎帝は、古代中国の王で、姓は姜。120歳まで生き、長沙に葬られたといわれている。もしくは陳に置いていた都を魯に移し、140年間在位したとも伝えられている。『帝王世紀』には五弦の琴を発明し、また伏羲の作った八卦を2段に重ね、さらに研究して8x8の六十四の卦を作ったとある。神農の末裔たち炎帝神農氏は黄帝との衝突ののち合併・融合した。この子孫が後の漢族とみなされている。西晋代に至ると西周以前に漢水流域に居住していた農耕部族の歴山氏と同一視されるようになった。
伝説では炎帝と黄帝は異母兄弟であり、『国語』には、炎帝は少典氏が娶った有蟜氏の子で、共に関中を流れる姜水で生まれた炎帝が姜姓を、姫水で生まれた黄帝が姫姓を名乗ったとある。また『帝王世紀』には、神農は、母が華陽に遊覧の際、龍の首が現れ、感応して妊娠し姜水で産まれ、体は人間だが頭は牛の姿であった。火の徳（木の次は火であること、南方に在位すること、夏を治めること）を持っていたので炎帝とも呼ぶ。とある。

### 神農の子孫
炎帝神農氏は8代、都を陳（ちん）に置き、530年間（『十八史略』では520年間）続き、炎帝の号を7代にわたって使用したと伝えられている。その後、黄帝の治世がつづいたということになっている。
|   | 『帝王世紀』 | 『史記』三皇本紀 | 『十八史略』 |
| - | ------------ | ---------------- | ------------ |
| 1 | 神農         | 神農             | 神農         |
| 2 | 帝臨魁       | 帝臨魁           | 帝承         |
| 3 | 帝承         | 帝承             | 帝臨         |
| 4 | 帝明         | 帝明             | 帝則         |
| 5 | 帝直         | 帝直             | 帝百         |
| 6 | 帝来         | 帝嫠             | 帝来         |
| 7 | 帝哀         | 帝哀             | 帝襄         |
| 8 | 帝楡罔       | 帝楡罔           | 帝楡         |

神話伝説に登場する神のなかにも、炎帝神農氏の子孫・末裔であると語られる存在が多くいる。
- 祝融
- 后土
- 共工
- 瑤姫
- 精衛
- 蚩尤

中国国民党の政治家で中国古代史に深い造詣があった呉国楨（1903 - 1984年）は、その論文の中で炎帝の「炎」と、彼の伝えたと信じられている焼畑農業の炎との関係を論じている。

## 信仰
医薬の祖である点から、漢方薬業者や医療従事者などに広く信仰されている。

### 日本

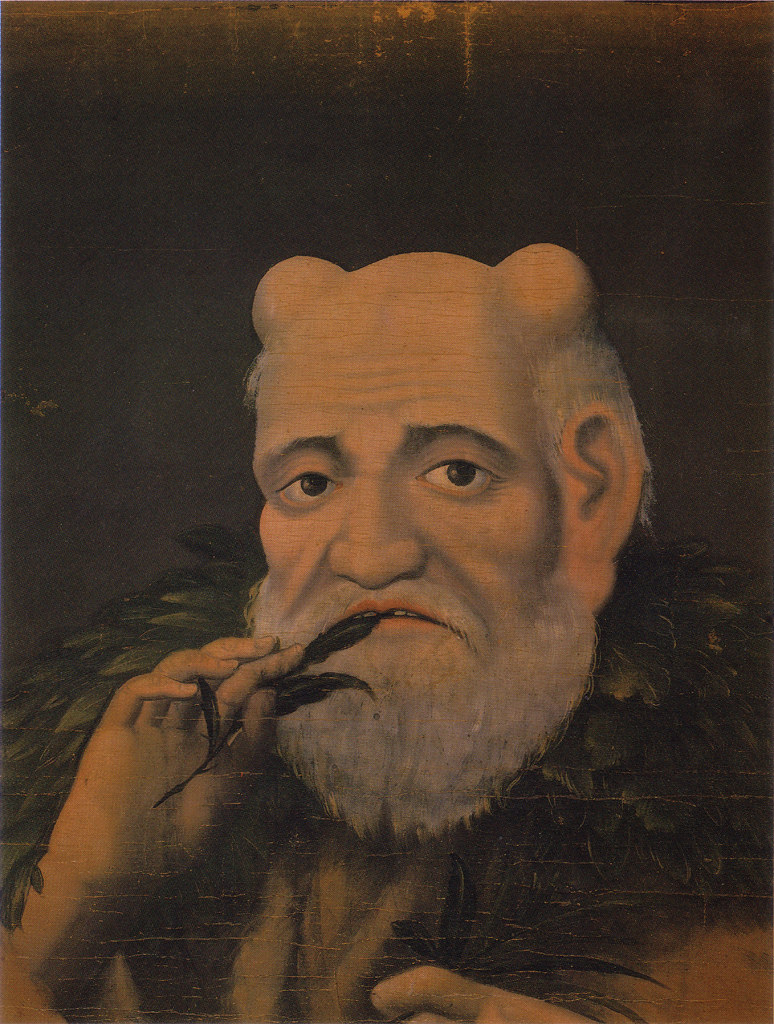
神農

- 湯島聖堂（東京都文京区湯島）内の神農廟に祀られ、毎年11月23日に「神農祭」が行われる。
- 薬祖神社（大阪府堺市戎之町）堺天神菅原神社の摂社として少彦名命とともに祀られ毎年11月23日に「薬祖祭」が斎行される。
- 少彦名神社（大阪市中央区）には少彦名命とともに奉られ、毎年11月22日・23日に「神農祭」が行われる。

また、日本で神農は「神農皇帝」の名称で、香具師・てき屋業界では守護神・まもり本尊として崇敬されている。これは神農の時代に物々交換などの交易をする市場がはじめられたこと、また神農の子孫であるとされる融通王が日本ではじめての露天商であるという伝説などが理由であるとされてきた。儀式では祭壇中央に掛け軸が祀られるほか、博徒の「任侠道」に相当するモラルを「神農道」と称している。